# Chaussée de Tervueren
 (août 2025).
Si vous disposez d'ouvrages ou d'articles de référence ou si vous connaissez des sites web de qualité traitant du thème abordé ici, merci de compléter l'article en donnant les références utiles à sa vérifiabilité et en les liant à la section « Notes et références ».
Pour les articles homonymes, voir Tervueren.
Ne doit pas être confondu avec Avenue de Tervueren.
La chaussée de Tervueren (en néerlandais : Tervuursesteenweg) est une artère de la commune bruxelloise d'Auderghem qui va de la chaussée de Wavre jusqu'à l'avenue de Tervueren. Elle traverse le quartier Sainte-Anne puis continue vers Tervuren à travers la forêt de Soignes comme sens unique sud de l'avenue de Tervueren jusqu'aux Quatre Bras.

## Historique et description

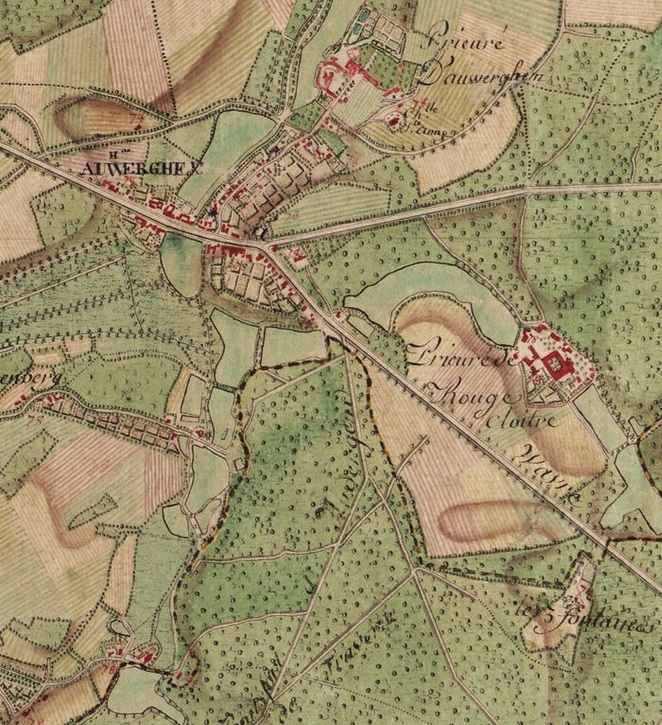
Carte de Ferraris (détail). Entre « Auwerghe » (Auderghem) et « Prieuré de Rouge Cloitre » on voit clairement l'endroit où les chaussées de Wavre et de Tervueren se séparent.

Au début du XVIIIe siècle, l’industrie se développant, le commerce florissant, on ressentait le besoin de pouvoir disposer d'infrastructures de communication. Les marchands de bois, situés à Ixelles, avaient demandé le pavage du chemin vers Auderghem pour acheminer plus aisément le bois de la forêt de Soignes.
En 1726, l’adjudication en deux parties d’une route droite et large appelée à remplacer le vieux Houtweg fut placée :
- Un lot menait d’Etterbeek à Auderghem (DryBorre) ;
- Un lot menait de la chapelle Het Zavelken à Auderghem à Tervuren.

Deux entrepreneurs commencèrent la construction de cette chaussée, achevée en 1730. On la nomma chaussée de Bruxelles à Tervueren. Le gouverneur Charles de Lorraine, allant de Bruxelles à son château de Tervueren utilisa abondamment cette nouvelle chaussée.
Sur la carte de Ferraris (1771) ci-contre, on voit clairement la séparation des deux routes au carrefour où la chapelle O.L.V. ten Zavel (Notre-Dame du Sablon) avait été érigée par les religieux du Rouge-Cloître.
La chaussée de Tervueren s’étirant sur plus de 4 km sur Auderghem allait être amputée à deux reprises, pour ne plus mesurer qu'environ 1300 mètres :
- En 1897, lors de la création de l’avenue de Tervueren ;
- Le 1er janvier 1917, lors de la création de la chaussée de Wavre.

La ruelle montant à l'église Sainte-Anne, ne reçut pas le nom local de Schietheyde. Elle fut intégrée à la numérotation des maisons de la chaussée, les numéros impairs de la grande chaussée passant ainsi brusquement du 17 au 57.

### Abords
Au début du XIXe siècle, Israël Lob Reiss construisit le long de cette chaussée (entre les actuelles avenues Sainte-Anne et Tahon) un château, cédé plus tard au banquier Van Humbeek, de Bruxelles, puis en 1878 vendu à Alfred-Casimir Madoux. Le château était appelé Château Madoux ou Château des Orchidées. Il abritera de 1925 à 1933 l’école technique supérieure ECAM. Il fut démoli vers 1948.
La croissance de la population le long de la chaussée ayant rendu la chapelle Sainte-Anne trop exiguë, on y bâtit en 1843 l’église Sainte-Anne en style néoclassique au lieu-dit Schietheyde. Elle fut pendant 60 ans l'unique église d’Auderghem.

## Galerie

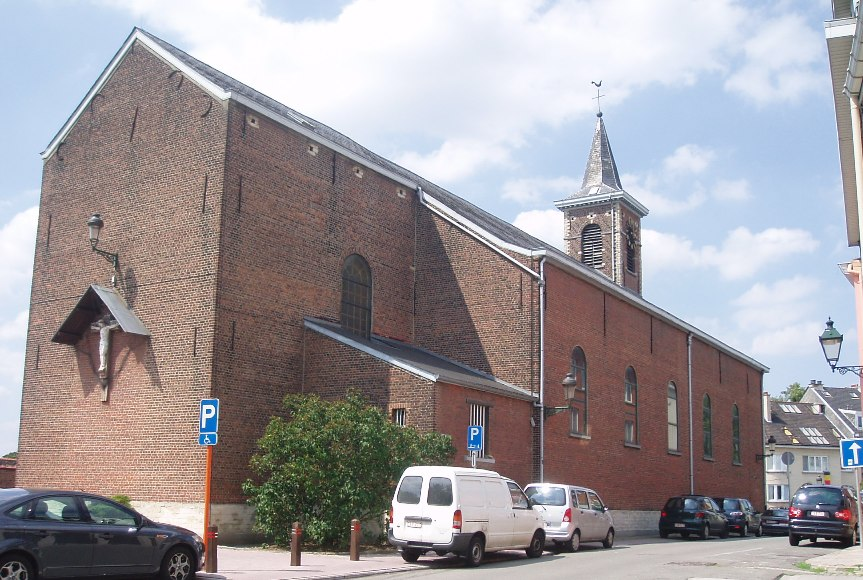
Église Sainte-Anne vue de l'arrière
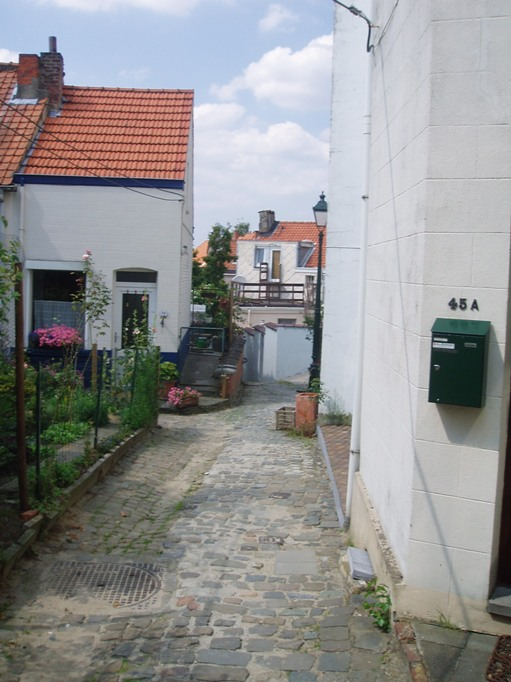
La Schietheyde fait partie de la chaussée de Tervueren